# Heinkel He 100
O Heinkel He 100 foi um caça monoplano monomotor, desenvolvido na Alemanha, pela Heinkel, antes do início da Segunda Guerra Mundial. Embora tenha dado provas de ser um dos caças mais rápidos do mundo à época, nunca houve indicação do estado alemão para se iniciar a sua produção em massa.
Ainda hoje se desconhece o motivo pelo qual o He 100 nunca entrou em produção. Oficialmente, a Luftwaffe rejeitou o He 100 para se poder concentrar na produção e desenvolvimento do Messerschmitt Bf 109. Depois de o Bf 109 e o Bf 110 terem sido adoptados pela Luftwaffe como os seus caças padrão, o RLM anunciou uma política de racionalização e distribuição de esforços, colocando a Messerschmitt a desenvolver caças e a Heinkel a desenvolver bombardeiros.
Visto que a Luftwaffe dispensou o caça, a Heinkel procurou por compradores no estrangeiro, tendo acabado por vender três unidades ao Japão e seis à URSS.